# 希克洛什博多尼
希克洛什博多尼，是匈牙利巴兰尼亚州所辖的一个村。总面积4.33平方公里，总人口141，人口密度32.6人/平方公里（2011年1月1日）。